# Samuel Hearne
Samuel Hearne (Londres, febrero de 1745 - noviembre de 1792) fue un explorador, comerciante de pieles, escritor y naturalista inglés, recordado por ser el primer europeo en hacer una excursión por tierra en el norte de Canadá hasta el océano Ártico. En 1774, Hearne construyó la Casa Cumberland de la Hudson's Bay Company, el primer puesto comercial en el interior y el primer asentamiento permanente en la actual provincia canadiense de  Saskatchewan.

## Biografía

### Primeros años
Samuel Hearne nació en febrero de 1745 en Londres, Inglaterra. El padre de Hearne era un ingeniero que participó en los trabajos del Puente de Londres (London Bridge Water Works), pero murió en 1748. Después de recibir algún tipo de educación primaria, que no de primer grado, Hearne  se unió a la Royal Navy en 1756 como guardiamarina, bajo el mando del capitán Samuel Hood. Permaneció con Hood durante la Guerra de los Siete Años, participando en muchas acciones durante el conflicto, incluido el bombardeo de Le Havre. Al final de la Guerra de los Siete Años, habiendo servido en el canal de La Mancha y en el Mediterráneo, dejó la Armada en 1763. Sus actividades durante los siguientes tres años se desconocen.
En febrero de 1766 se unió a la Compañía de la Bahía de Hudson (Hudson's Bay Company, HBC) como piloto (mate) de la balandra Churchill, que se dedicaba entonces al comercio con los inuit en el fuerte del Príncipe de Gales, localizado en la desembocadura del río Churchill (actual provincia de Manitoba). Dos años más tarde, se convirtió en piloto del bergantín Charlotte y participó en la compañía de corta duración, de la caza de la ballena de Groenlandia. En 1768, reconoció varios tramos de la costa de la bahía de Hudson con el fin de mejorar la pesca del bacalao. Durante este tiempo se ganó una gran reputación en travesías con raquetas de nieve.
Hearne fue capaz de mejorar sus habilidades de navegación mediante la observación con William Wales, que se encontraba en la bahía de Hudson en 1768-69 para observar el tránsito de Venus con Joseph Dymond por encargo de la Royal Society.

### El viaje de exploración al interior

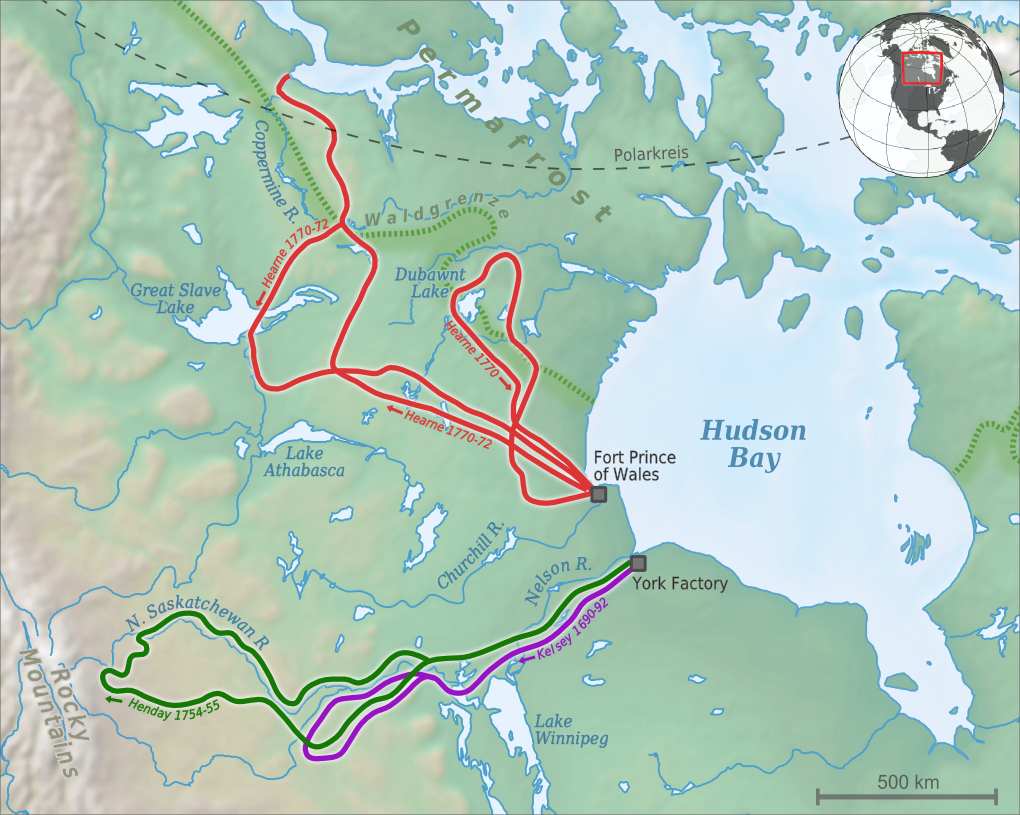
Mapa con la segunda y tercera expediciones de Samuel Hearne (en rojo).

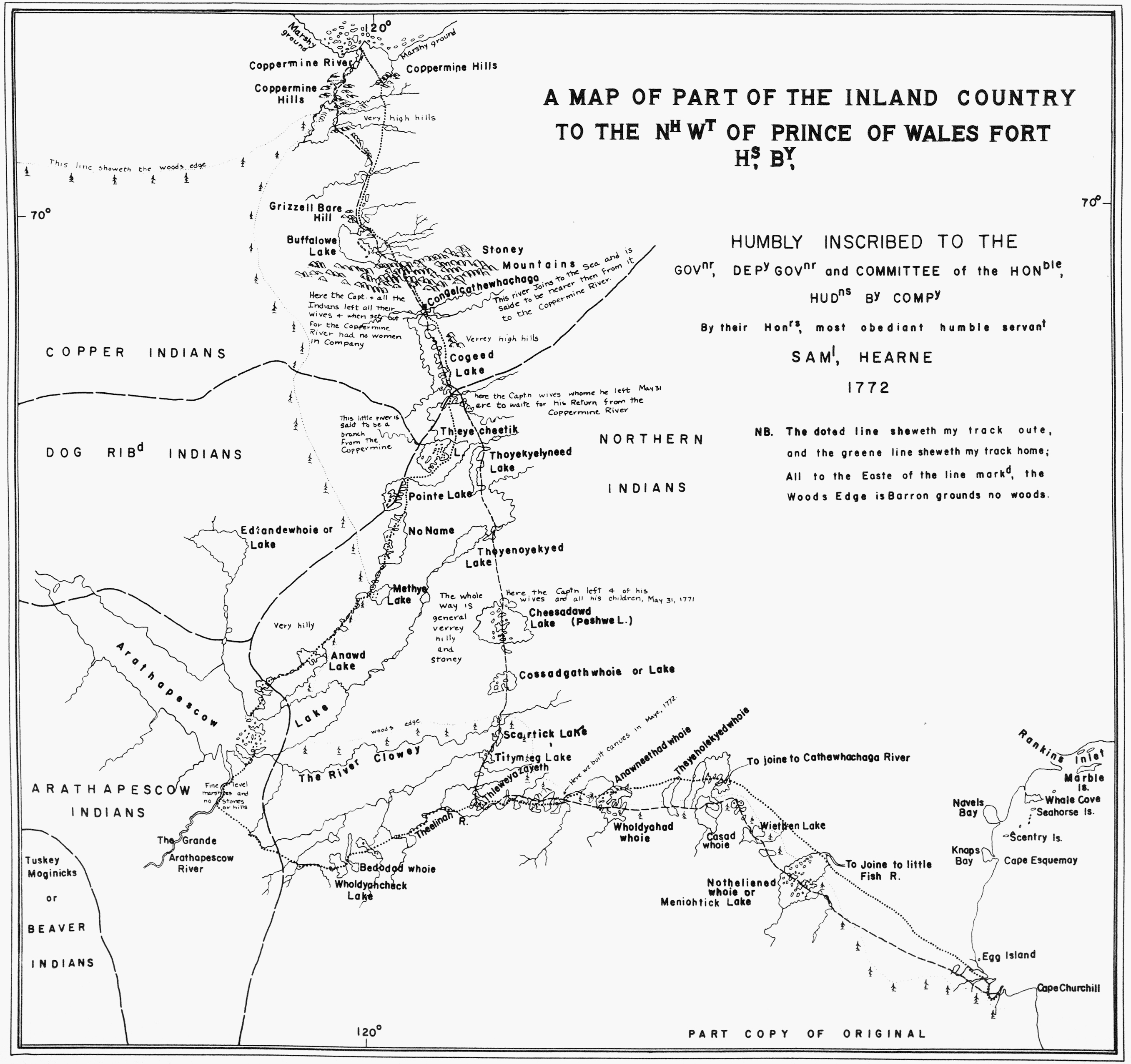
Mapa creado por Samuel Hearne de su expedición.

De 1769 a 1772, Hearne estuvo empleado en el descubrimiento del noroeste, buscando sobre todo las minas de cobre descritas por algunos indios de las Primeras Naciones como el «río del lejano metal» ("Far-Away-Metal River"). Estas minas de cobre fueron encontrados en las Barren Lands, donde el suelo está permanentemente helado a pocos centímetros de la superficie, creando, en muchas áreas, grandes extensiones de pantanos infestados de mosquitos y moscas durante el deshielo del verano. Por esta razón se decidió que los viajes en invierno eran preferibles.
Su primer intento se inició el 6 de noviembre de 1769. El gran tamaño de la expedición y los muchos europeos que participaban en el equipo llevaron a la deserción de sus guías indios y al fracaso de la expedición. Su segunda expedición, a partir del 23 de febrero de 1770, no fructificó porque se rompió su cuadrante y gran parte de su equipo fue robado, haciendo imposible la navegación por las grandes llanuras nevadas.
Aprendiendo de los errores de las dos primeras expediciones, Hearne consiguió viajar como único europeo con un grupo de indios chipewyan dirigidos por el gran jefe Matonabbee. En el grupo también iban ocho de las esposas Matonabbee, que participaban como bestias de tiro en las huellas de los trineos, como sirvientes en el campamento y como cocineras. Esta tercera expedición partió en diciembre de 1770, con el fin de llegar al río Coppermine en verano, pensando en descenderlo hacia el océano Ártico en canoas.
Matonabbee mantuvo un ritmo rápido, tan rápido que llegó a la gran travesía de los caribús antes de que mermasen las provisiones y a tiempo para la caza de primavera. Allí se reunían todos  los cazadores indios del norte para cazar a las grandes manadas de caribúes que migraban al norte durante el verano. Se dejó un almacén de carne para el viaje de Hearne y una banda de guerreros se unió a la expedición. Matonabbee ordenó a las mujeres esperar su regreso en la región del lago Athabasca, hacia el oeste.
Los chipewyans eran generalmente amistosos y un pueblo pacífico, aunque sin embargo estaban en ese momento en disputas con los inuit. Un gran número de indios se unieron al grupo de Hearne para acompañarlos hasta el río Coppermine, con la intención de asesinar a los inuit, que se sabía estaban con frecuencia en ese río en un número considerable.
El 14 de julio de 1771, alcanzaron el río Coppermine, en ese lugar un pequeño arroyo que fluye sobre un lecho rocoso en el "Barren Lands of the Little Sticks". A pocos kilómetros río abajo, justo encima de una catarata, estaban las cúpulas wigwams de un campamento inuit. A la 1 de la madrugada del 17 de julio de 1771, Matonabbee y los otros indios cayeron sobre los esquimales dormidos masacrándolos de forma despiadada. Unos veinte hombres, mujeres y niños fueron asesinados, en un hecho que será conocido como la masacre de Bloody Falls. (Bloody Falls Massacre).

(...) una joven, aparentemente de unos dieciocho años de edad, [fue] asesinada tan cerca de mí, que cuando la primera lanza la atravesó en un costado cayó a mis pies, y se agarró a mis piernas, de modo que con dificultad podía soltarme de su agarre moribundo. Como dos indios perseguían a esta infortunada víctima, intercedí muy duro por su vida, pero los asesinos no respondieron hasta que le habían atravesado con ambas lanzas su cuerpo... incluso a esta hora no puedo pensar en lo ocurrido ese horrible día sin derramar lágrimas.
(...) a young girl, seemingly about eighteen years of age, [was] killed so near me, that when the first spear was stuck into her side she fell down at my feet, and twisted round my legs, so that it was with difficulty that I could disengage myself from her dying grasps. As two Indian men pursued this unfortunate victim, I solicited very hard for her life; but the murderers made no reply till they had stuck both their spears through her body...even at this hour I cannot reflect on the transactions of that horrid day without shedding tears.
 Samuel Hearne (1795)

Unos días más tarde Hearne fue el primer europeo en alcanzar la orilla del océano Ártico por una ruta terrestre. Al rastrear el río Coppermine hasta el Ártico quedó establecido que no había Paso del Noroeste a través del continente en latitudes más bajas.
Esta expedición también tuvo éxito en su objetivo principal al descubrir cobre en la cuenca del río Coppermine. Sin embargo, tras una búsqueda intensiva en la zona, sólo se obtuvo una cantidad de cuatro libras de cobre, lo que hacía inviable su minería comercial.
Matonabbee llevó de nuevo a Hearne hasta Churchill, dando un amplio rodeo hacia el oeste, pasando por el Gran Lago del Oso en la región de Athabasca. En pleno invierno se convirtió en el primer europeo en ver y cruzar el Gran Lago del Esclavo. Hearne volvió al Fuerte del Príncipe de Gales el 30 de junio de 1772, después de haber caminado unos 8.000 km y haber explorado una región de más de 650.000 km².

### Resto de carrera
Hearne fue enviado en 1774 a Saskatchewan para establecer Fort Cumberland, el segundo puesto comercial en el interior  de la Compañía de la Bahía de Hudson en 1774 (el primero fue Henley House, establecida en 1743, a unos 200 km aguas arriba en el río Albany). Habiendo aprendido a vivir de la tierra, tomó provisiones mínimas para ocho europeos y dos guardias crees que lo acompañaban.
Después de consultar a algunos jefes locales, Hearne eligió un lugar estratégico en el lago Pine Island, en el río Saskatchewan, a unos 100 km por encima de Basquia. El sitio estaba vinculado tanto a la ruta comercial del río Saskatchewan como al sistema fluvial de Churchill.
Llegó a ser gobernador de la fortaleza del Príncipe de Gales el 22 de enero de 1776. El 8 de agosto de 1782 Hearne y su complemento de 38 civiles tuvieron que hacer frente a una fuerza francesa comandada por el  conde de La Pérouse, compuesta por tres naves, incluyendo una de 74 cañones, y 290 soldados. Como veterano, Hearne  reconoció que en el enfrentamiento no tenían ninguna esperanza y se rindieron sin disparar un tiro. A Hearne y a algunos de los otros apresados se les permitíó navegar de vuelta a Inglaterra, desde el estrecho de Hudson, en una pequeña chalupa.
Hearne regresó al año siguiente, pero se encontró que el comercio se había deteriorado. La población indígena había sido diezmada por la viruela y el hambre debido a la falta del habitual suministro para la caza de pólvora y municiones. Matonabbee se había suicidado y el resto de los indios principales de Churchill se habían trasladado a otros puestos. La salud de Hearne comenzó a fallar y entregó el mando de Churchill el 16 de agosto de 1787 y regresó a Inglaterra.
En la última década de su vida, utilizó sus experiencias sobre los baldíos, la costa norte y el interior continental para ayudar a naturalistas como Thomas Pennant  en sus investigaciones. Su amigo William de Gales, entonces maestro en el Hospital de Cristo, ayudó a Hearne a escribir A Journey from Prince of Wales's Fort in Hudson's Bay to the Northern Ocean [Un viaje desde el fuerte del Príncipe de Gales en la bahía de Hudson hasta el océano Septentrional]. Esa obra fue publicada en 1795, tres años después de la muerte de Hearne por hidropepsia en noviembre de 1792, a la edad de 47 años.

## Legado
El 1 de julio de 1767 cinceló su nombre en una piedra lisa por el hielo en Sloop's Cove, cerca del fuerte del Príncipe de Gales, donde aún permanece hoy en día.
Uno de los pupilos de Gales, el poeta Samuel Taylor Coleridge, hizo una breve entrada en su cuaderno donde menciona datos sobre Hearne, que puede haber sido una de sus inspiraciones para la Rime of the Ancient Mariner [Balada del viejo marinero].
Los diarios y mapas de Hearne fueron probados como ciertos por Sir John Franklin, cuando verificó el descubrimiento de la masacre en las Bloody Falls durante su propia expedición Coppermine (1819-1822). Escribió:

Varios cráneos humanos que tenían marcas de violencia, y muchos huesos estaban esparcidos sobre el campamento, y como el lugar exactamente responde a la descripción dada por el Sr. Hearne, del lugar...
Several human skulls which bore the marks of violence, and many bones were strewed about the encampment, and as the spot exactly answers the description, given by Mr. Hearne, of the place...
Samuel Taylor Coleridge

Hearne fue también mencionado por Charles Darwin en el capítulo sexto de El origen de las especies:

En América del Norte, el oso negro fue visto por Hearne nadando durante horas con la boca muy abierta, capturando, como una ballena, insectos en el agua.
In North America the black bear was seen by Hearne swimming for hours with widely open mouth, thus catching, like a whale, insects in the water.
Charles Darwin

Hay una escuela que lleva su nombre en Inuvik (Territorios del Noroeste) y otra en Toronto (Ontario), bautizada en su honor en 1973.